# Eutriconodonta
Ne doit pas être confondu avec Conodonta.
Ordre
Les Eutriconodonta (eutriconodontes) sont un ordre éteint de mammifères thériformes. « Triconodonte » signifie en grec « dents à trois cônes ».

## Phylogénie
Dans l'histoire évolutive des mammifères, ils sont plus étroitement apparentés aux thériens qu'aux monotrèmes actuels. Voici la phylogénie des principaux genres d'Eutriconodontes selon Thomas Martin et al. (2015) :
- Eutriconodonta
  - Amphilestidae
    - Phascolotherium
    - Amphilestes

  - 
    - Amphidontidae
      - Hakusanodon
      - Juchilestes

    - 
      - Gobiconodontidae
        - Spinolestes
        - 
          - Gobiconodon
          - Repenomamus

      - 
        - Jeholodens
        - 
          - Yanoconodon
          - 
            - Liaoconodon
            - 
              - Volaticotheria
                - Volaticotherium
                - Argentoconodon

              - Triconodontidae
                - Trioracodon
                - 
                  - Triconodon
                  - 
                    - Priacodon
                    - 
                      - Arundelconodon
                      - 
                        - Meiconodon
                        - 
                          - Astraconodon
                          - 
                            - Alticonodon
                            - Corviconodon